# Demon (bande dessinée)
Pour les articles homonymes, voir Démon.
Demon est une série de bande dessinée fantastique américaine créée par Jason Shiga, autopubliée entre 2014 et 2016 puis en un total de quatre volumes par First Second Books aux États-Unis et Cambourakis en France.

## Genèse
Jason Shiga commence à travailler sur Demon en 2010 après la fin de sa précédente œuvre, Empire State. Ses précédentes tentatives pour créer une œuvre épique avaient échoué et Shiga déclare que sa plus grande difficulté lors de la création de Demon était de trouver comment remédier à ce problème.
La planification de la bande dessinée prit autant de temps que son dessin à Shiga, qui passa trois années à écrire et dessiner les 720 pages de Demon,. Shiga écrivit l'histoire à rebours, à partir de la fin, afin d'y incorporer les puzzles et l'aspect mathématique, sentant qu'il aurait été complètement perdu autrement. L'auteur décrit l'histoire comme une « partie d'échecs à trois joueurs qui pivote en une série de 7 puzzles d'évasion concentriques [avec] le match d'échecs lui-même contenu dans 2 autres couches de puzzles ». Shiga a également dessiné la séquence des scènes à l'envers, et cette technique lui a permis de se concentrer davantage sur l'histoire que sur les personnages. Il supprime également certains arcs narratifs durant les esquisses et réécrit le dernier chapitre à deux reprises.
Comme principales influences à Demon, Shiga évoque Code Quantum, Un jour sans fin et Memoirs of an Invisible Man. Code Quantum était sa série télévisée préférée et lui inspira les possessions dans le comics bien qu'il n'apprécie pas que les sauts exigent de ne faire que des bonnes actions. Il était également déçu de la manière dont les bonnes actions brisent la boucle dans Un jour sans fin, n'y trouvant aucune logique. Shiga fut également inspiré par MacGyver dans la manière d'utiliser l'intelligence afin de surmonter les obstacles avec des ressources minimales et par Death Note dans lequel deux esprits brillants rivalisent entre eux afin de prendre l'avantage sur l'autre,.
L'arme improvisée faite de sperme utilisée pour s'échapper de prison est basée sur un fait réel survenu au Japon. La confrontation finale au château d'Osaka est inspirée par une visite de Shiga durant sa lune de miel, notamment par l'interprétation d'un artiste du siège d'Osaka en perspective isométrique.
Shiga a accordé une grande importance aux espaces négatifs dans les mises en page afin de contrôler le rythme. L'œuvre finale est encrée en séquence avec une colorisation sur Photoshop. Bien que certains critiques aient noté que le style artistique simple de Shiga contrastait avec ses intrigues violentes, les rendant plus acceptables, Shiga déclare qu'il n'avait pas fait cela consciemment et qu'il était critique vis-à-vis de ses compétences artistiques, le ressentant plus comme une carence professionnelle et déclarant avoir tenté de « représenter les scènes avec goût » compte tenu du matériel.

## Publication
En 2013, Shiga propose Demon à Abrams Books, qui avait publié son précédent titre, Empire State. L'auteur réalise a posteriori que l'œuvre a été refusée à cause de sa « folle liste d'exigences ». Cependant, à cette époque, Shiga est intransigeant concernant le format et le sujet de son œuvre, et décide de s'auto-éditer. Devenir le seul responsable de sa production encourage Shiga à essayer toutes les idées les plus folles qui lui passaient par la tête, telles que des publications de 4 pages, de 60 pages, ainsi qu'une dans laquelle toutes les planches étaient noires,.
Shiga sort au départ Démon comme un mini-comic,, un format qui lui était familier. Il imprime 400 exemplaires de chaque numéro sur une imprimante risographe avant de les poster, croyant qu'il s'agirait de leur forme finale.
Bien que Shiga ait une approche sceptique des webcomics, il poste quelques planches sur son site officiel en janvier 2014, où il obtient une large audience,. Il décide alors de continuer à poster le webcomic au fur et à mesure de la sortie des numéros du mini-comic. Le fait d'avoir planifié dès le départ l'intégralité de Demon a rendu l'œuvre exceptionnellement organisée pour un webcomic et lui a permis de publier 7 pages par semaine et d'avoir une barre d'achèvement indiquant la progression de la bande dessinée vers sa conclusion. Shiga improvise légèrement durant l'encrage du mini-comic et du webcomic, ajoutant certains arcs et en supprimant d'autres, résultant en 15 pages additionnelles par rapport au manuscrit original.
Son inscription précoce sur Patreon, où il reçoit près de 2 000 dollars par mois jusqu'à la fin du webcomic en mai 2016, convainc les éditeurs que Demon est un titre commercialisable. Shiga reçoit diverses offres et signe avec First Second Books.
Les 21 numéros du comic sont publiés sous la forme d'un roman graphique en quatre volumes reliés sortis à un intervalle de quatre mois entre 2016 et 2017, avec seulement de petits changements par rapport au matériel original. Shiga déclare que la séparation en quatre parties fut simple bien qu'il eût préféré une édition intégrale de 720 pages,.

## Thématiques et influences
Demon est une série d'action fantastique. Shiga déclare que Demon est un hommage aux vieux comics de super-héros et aux comics alternatifs des années 1990.
Dans le magazine de science-fiction Locus, Shiga écrit que pour lui la série était avant tout « l'histoire d'un homme obsédé par l'application de la logique et de la science à un phénomène surnaturel apparemment inexplicable ». Il comparait le parcours de Jimmy, du motel sordide au palais, aux progrès de l'humanité grâce aux bénéfices cumulés de la science et de la technologie. Jimmy utilise son raisonnement et l'abondance du temps pour devenir l'humain le plus puissant de l'existence
..
Shiga déclare que l'immortalité et la stabilité qui en découle permettaient d'examiner ce qui donne un sens à la vie des personnages. En tant que nihiliste, Shiga pense que rien n'a de sens.

## Albums

### Édition française
- Volume 1, 5 octobre 2016,  (ISBN 978-2-366-24231-7), Cambourakis
- Volume 2, 8 mars 2017,  (ISBN 978-2-366-24256-0), Cambourakis
- Volume 3, 13 octobre 2017,  (ISBN 978-2-366-24312-3), Cambourakis
- Volume 4, 7 mars 2018,  (ISBN 978-2-366-24326-0), Cambourakis
  - Intégrale, 7 novembre 2018,  (ISBN 978-2-366-24366-6), Cambourakis

## Prix et distinctions
En 2014, à l'occasion du Prix Ignatz, Demon est nommé pour le prix du meilleur comic en ligne et remporte le prix de la meilleure série. En 2016, la série est nommée une nouvelle fois dans la catégorie meilleure série du prix Ignatz et est sélectionnée au Los Angeles Times Book Prize dans la catégorie roman graphique. En 2017, Demon remporte le Prix Eisner du meilleur recueil. En 2018, le tome 3 de la série est en sélection officielle du 45e festival d'Angoulême.